# Ozerne, Kozeleț
Ozerne (în ucraineană Озерне) este o comună în raionul Kozeleț, regiunea Cernihiv, Ucraina, formată numai din satul de reședință.

## Demografie
Componența lingvistică a comunei Ozerne
     Ucraineană (96,58%)
     Rusă (1,71%)
     Alte limbi (0,28%)
Conform recensământului din 2001, majoritatea populației comunei Ozerne era vorbitoare de ucraineană (96,58%), existând în minoritate și vorbitori de rusă (1,71%).